# دولة كرواتيا المستقلة
دولة كرواتيا المستقلة (بالكرواتية: Nezavisna Država Hrvatska) كانت دولة دمية تابعة لألمانيا النازية تأسست في 10 إبريل 1941 خلال الحرب العالمية الثانية وذلك عقب قيام قوات المحور بغزو مملكة يوغسلافيا حيث شكل الألمان حكومة عميلة برئاسة أنتي بافليتش فيما نصب الأمير أيموني من أوستا ملكا اسميا على دولة كرواتيا المستقلة.

## أعلام
- محمد الخانجي البوسنوي